# Роман IV Диоген
Роман IV Диоген (?—1072) је био византијски цар (1068—1071), војсковођа и други муж царице Евдокије, супруге Константина X (1059—1067). Током своје краткотрајне владавине покушао је да зауставио продор Селџука у Византију, али је услед политичке издаје претрпео пораз у бици код Манцикерта 1071. године који се претворио у потпуну катастрофу услед политичких трвења чија је последица било Селџучко освајање Мале Азије. Припадао је војном племству, једној од сукобљених страна у Византији током XI века.

## Порекло
Роман је био представник војног племства из Филаделфије. Његов отац је био Константин Диоген, један од војсковођа Василија II, управник Београда и победник над Сермоном.

## Владавина Евдокије
Константин X Дука умире у мају 1067. године, а власт преузимање његова удовица Евдокија у име њихових малолетних синова Михајла (1071—1078), Андроника и Константина. Иако је de jure владала Евдокија, власт се de facto налазила у рукама Михајла Псела и цезара Јована, брата Константина X. Желећи да се супротстави Пселу и Јовану, Евдокија је била приморана да се уда. Подршку за то је добила од патријарха Јована Ксифилина и дела племства које је било угрожено нападима на Византију. Њен нови супруг је морао бити неко ко ће бити у стању да успешно води војску, али и неко ко неће бити у стању да угрози право њених синова на престо. Њен избор је пао на генерала Романа Диогена (1068—1071) који је у затвору чекао извршење смртне казне због побуне против Константина X. Роман је помилован и 1. јануара 1068. године је проглашен за цара, а цезар Јован је послат у прогонство.

## Владавина Романа Диогена
Одмах по ступању на престо Роман је отпочео са борбом против Селџука предводећи претежно најамничку војску. Током неколико похода (1068, 1069. и 1070. године) он је успео да више пута потуче Селџуке, али није успео да их потисне. Због тога је за 1071. годину планирао велики поход којим је требало да трајно сузбије Селџуке. Паралелно са вођењем борби против Селџука, Роман се суочио са сталним покушајима Дука да га сузбију и свргну, због чега је поход 1070. године предводио Манојло Комнин, јер Роман није смео да напусти Цариград због опасности од преврата.
Током пролећа је јака византијска војска из Цариграда, преко Теодосијопоља стигла до Манцикерта који се налазио у рукама Селџука и заузела град 23. августа. Међутим, неколико дана касније, 26. августа, између Манцикерта и језера Ван византијска војска бива поражена, захваљујући издаји Андроника Дуке у тзв. Манцикертској бици. У борби је сам Роман рањен и заробљен, али је са вођом Селџука Алп Арсланом (1063—1072) закључио мир, после чега је ослобођен. Непосредно пре битке код Манцикерта, Нормани су у априлу заузели Бари, чиме је Византија изгубила и последњи посед на Апенинском полуострву.

## Збацивање са власти, побуна и смрт
Цивилно племство предвођено Пселом и Дукама извршило је непосредно после Манцикерта coup d'état којим је Роман збачен са власти, а за новог цара је проглашен син Константина X, Михајло. Нови цар је власт препустио мајци, али је она по повратку цезара Јована из прогонства, затворена у манастир, тако да је 24. 10. Михајло постао самостални владар, а Јован регент. Роман је покушао да поврати власт уз помоћ својих присталица и остатака трупа које су му остале лојалне после битке код Манцикерта, али није имао много успеха због чега је отпочео преговоре. Договорено је да му буде дозвољен повратак у Цариград, лична безбедност и амнестија за његове људе, ако положи оружје, што су му гарантовала три митрополита. Међутим када је положио оружје, Роман је био ухваћен и ослепљен усијаним гвожђем. Псел му је том приликом честитао на великој божијој милости, којом му је Бог:
... одузео очи, да би му даровао вид небеске светлости.
Непосредно после тога Роман IV је умро од последица рањавања у манастиру на острву Проти, у лето 1072. године.